# Jindřich Feld
Jindřich Feld (* 19. Februar 1925 in Prag; † 8. Juli 2007 ebenda) war ein tschechischer Komponist.

## Biographie
Beide Eltern waren Geiger und Feld erlernte früh das Geigen- und Bratschenspiel von seinem Vater. Er studierte Komposition am Prager Konservatorium und an der Prager Musikakademie, sowie Musikwissenschaft, Ästhetik und Philosophie an der Karls-Universität Prag. Seine Studien schloss er 1952 mit einem Doktortitel ab. Als freischaffender Komponist erlangte er Ende der 1950er Jahre internationale Anerkennung, worauf Kompositionsaufträge aus dem In- und Ausland folgten. Besonders das durch Jean-Pierre Rampal uraufgeführte Flötenkonzert (auch eine Einspielung, 1956) hat Feld im Ausland bekannt gemacht. 
1968 und 1969 war er als Gastprofessor für Komposition an der University of Adelaide tätig. In der Zeit von 1972 bis 1986 hatte er eine Kompositionsprofessur am Prager Konservatorium inne und hatte viele Gast-Lehrverpflichtungen an Universitäten und Hochschulen in Europa, den USA und Japan. Seit der demokratischen Revolution 1989 wirkte Feld in der Vereinigung tschechischer Musiker und Musikwissenschaftler in führender Position mit. Seit 1992 war er Leiter der Musikabteilung des tschechischen Rundfunks Český rozhlas.
Felds Schaffen wird in drei Perioden eingeteilt. 
Sein Frühwerk aus den 1950er Jahren ist ganz der europäischen, speziell der tschechischen, Musiktradition verpflichtet und zeichnet sich durch tonal geprägte Harmonik, formale Klarheit und rhythmischer Lebendigkeit aus. Wichtige Werke dieser Zeit sind das Konzert für Orchester (1952, zugleich Abschlussarbeit am Konservatorium), Flötenkonzert (1954), Cellokonzert (1958) sowie Felds einziges Bühnenwerk, die Kinderoper „Das Märchen vom Briefträger“ (1956, nach Karel Čapek).
Seine zweite Schaffensperiode umfasst die 1960er Jahre. In dieser Zeit versucht Feld zunehmend moderne Kompositionstechniken wie Zwölftontechnik, Serialismus und Aleatorik in seinen individuellen Kompositionsstil einzubeziehen. Weiterhin lebt Felds Werk von seinem Bewusstsein für Proportionen, seiner Instrumentationskunst und seiner rhythmischen Finesse. Aus dieser Periode stammen unter anderem das Vierte Streichquartett (1965), für das Feld 1968 den tschechischen Staatspreis erhielt, die Erste Sinfonie (1967) und die dramatische Fantasie „Tage im August“ (1968/69), die Felds Protest gegen die Niederschlagung des Prager Frühlings durch sowjetische Truppen darstellte.
Seit den 1970er Jahren ist sein Werk weniger von Probieren und Suchen geprägt und zeigt einen gefestigten Komponisten der in vielfältiger Weise seine schöpferische Ausdruckskraft mit seinem kompositionstechnischen Können verbindet. Hierzu gehören, die Konzerte für Klavier (1973), Violine (1977), Saxophon (1980) und Harfe (1982), das Fünfte Streichquartett (1979), das Saxophonquartett (1981), die zweite Sinfonie (1983), sowie Felds größtes und wichtigstes Werk, das Oratorium „Cosmae Chronica Boemorum“ („Cosmas Böhmische Chronik“, 1988). Seit 2017 liegt eine Einspielung des Konzerts für Flöte, Streichorchester, Klavier, Harfe und Schlagzeug mit der Solistin Kathrin Christians und dem Württembergischen Kammerorchesters Heilbronn unter der Leitung von Ruben Gazarian bei Hänssler Classic vor.